# Sergio Casal
Sergio Casal (Barcellona, 8 settembre 1962) è un allenatore di tennis ed ex tennista spagnolo.

## Carriera
Tennista specializzato nel doppio, in questa disciplina ha vinto un totale di quarantasette tornei ed ha raggiunto la terza posizione in classifica. In carriera ha fatto per lungo tempo coppia con il connazionale Emilio Sánchez, insieme hanno vinto infatti due tornei dello Slam e la medaglia d'argento ai Giochi Olimpici di Seul.
Oltre ai due tornei dello Slam vinti, Roland Garros 90 e US Open 1988, ha raggiunto la finale anche al Torneo di Wimbledon 1987 uscendone però sconfitto. Anche nei Tour Finals non è mai riuscito a vincere il match decisivo, fermandosi in finale nel 1988 e 1990.
Nel singolare ha conquistato un solo torneo, a Firenze nel 1985. In Coppa Davis ha giocato un totale di quarantotto match per la squadra spagnola tra cui figurano trentuno vittorie. Nel 1986 ha vinto il torneo di doppio misto agli US Open in coppia con l'italiana Raffaella Reggi, prima donna a conquistare un titolo del Grande Slam per l'Italia.

## Statistiche

### Singolare

#### Vittorie (1)
| Legenda                                       |
| Grande Slam                                   |
| Tennis Masters Cup / ATP World Tour Finals    |
| Grand Slam Cup                                |
| Super 9 / Master Series                       |
| ATP Championships / International Series Gold |
| World Series / International Series (1)       |

| Numero | Data           | Torneo               | Superficie  | Avversario in finale | Punteggio     |
| 1.     | 26 maggio 1985 | ATP Firenze, Firenze | Terra rossa | Jimmy Arias          | 3-6, 6-3, 6-2 |

#### Finali perse (2)
| Numero | Data            | Torneo                                | Superficie  | Avversario in finale | Punteggio     |
| 1.     | 17 aprile 1983  | Aix-en-Provence Open, Aix-en-Provence | Terra rossa | Mats Wilander        | 6-3, 6-2      |
| 2.     | 3 novembre 1986 | Paris Open, Parigi                    | Cemento     | Boris Becker         | 6-4, 6-3, 7-6 |

### Doppio

#### Vittorie (47)
| Legenda                                           |
| Grande Slam (2)                                   |
| Tennis Masters Cup / ATP World Tour Finals        |
| Grand Slam Cup                                    |
| Super 9 / Master Series (3)                       |
| ATP Championships / International Series Gold (1) |
| World Series / International Series (41)          |

| Numero | Data              | Torneo                                        | Superficie    | Compagno               | Avversari in finale                      | Punteggio     |
| 1.     | 12 agosto 1985    | Generali Open, Kitzbühel                      | Terra rossa   | Emilio Sánchez Vicario | Paolo Canè Claudio Panatta               | 6–3, 3–6, 6–2 |
| 2.     | 23 settembre 1985 | Geneva Open, Ginevra                          | Terra rossa   | Emilio Sánchez Vicario | Carlos Kirmaggior Cássio Motta           | 6–4, 4–6, 7–5 |
| 3.     | 30 settembre 1985 | Open Seat, Barcellona                         | Terra rossa   | Emilio Sánchez Vicario | Jan Gunnarsson Michael Mortensen         | 6–3, 6–3      |
| 4.     | 12 maggio 1986    | BMW Open, Monaco di Baviera                   | Terra rossa   | Emilio Sánchez Vicario | Broderick Dyke Wally Masur               | 6–3, 4–6, 6–3 |
| 5.     | 12 maggio 1986    | ATP Firenze, Firenze                          | Terra rossa   | Emilio Sánchez Vicario | Mike De Palmer Gary Donnelly             | 6–4, 7–6      |
| 6.     | 14 luglio 1986    | Allianz Suisse Open Gstaad, Gstaad            | Terra rossa   | Emilio Sánchez Vicario | Stefan Edberg Joakim Nyström             | 6–3, 3–6, 6–3 |
| 7.     | 28 luglio 1986    | Swedish Open, Båstad                          | Terra rossa   | Emilio Sánchez Vicario | Craig Campbell Joey Rive                 | 6–4, 6–2      |
| 8.     | 22 settembre 1986 | Hamburg Masters, Amburgo                      | Terra rossa   | Emilio Sánchez Vicario | Boris Becker Eric Jelen                  | 6–4, 6–1      |
| 9.     | 9 febbraio 1987   | U.S. Pro Indoor, Filadelfia                   | Sintetico     | Emilio Sánchez Vicario | Christo Steyn Danie Visser               | 3–6, 6–1, 7–6 |
| 10.    | 20 aprile 1987    | ATP Nizza, Nizza                              | Terra rossa   | Emilio Sánchez Vicario | Claudio Mezzadri Gianni Ocleppo          | 6–3, 6–3      |
| 11.    | 15 giugno 1987    | ATP Bologna Outdoor, Bologna                  | Terra rossa   | Emilio Sánchez Vicario | Claudio Panatta Blaine Willenborg        | 6–3, 6–2      |
| 12.    | 20 luglio 1987    | ATP Bordeaux, Bordeaux                        | Terra rossa   | Emilio Sánchez Vicario | Darren Cahill Mark Woodforde             | 6–3, 6–3      |
| 13.    | 10 agosto 1987    | Generali Open, Kitzbühel                      | Terra rossa   | Emilio Sánchez Vicario | Miloslav Mečíř Tomáš Šmíd                | 7–6, 7–6      |
| 14.    | 23 novembre 1987  | ATP Buenos Aires, Buenos Aires                | Terra rossa   | Tomás Carbonell        | Jay Berger Horacio de la Peña            | W/O           |
| 15.    | 30 novembre 1987  | ATP Itaparica, Itaparica                      | Cemento       | Emilio Sánchez Vicario | Jorge Lozano Diego Pérez                 | 6–2, 6–2      |
| 16.    | 18 aprile 1988    | Madrid Tennis Grand Prix, Madrid              | Terra rossa   | Emilio Sánchez Vicario | Jason Stoltenberg Todd Woodbridge        | 6–7, 7–6, 6–4 |
| 17.    | 25 aprile 1988    | Monte Carlo Masters, Monte Carlo              | Terra rossa   | Emilio Sánchez Vicario | Henri Leconte Ivan Lendl                 | 6–1, 6–3      |
| 18.    | 18 luglio 1988    | Mercedes Cup, Stoccarda                       | Terra rossa   | Emilio Sánchez Vicario | Anders Järryd Michael Mortensen          | 4–6, 6–3, 6–4 |
| 19.    | 1º agosto 1988    | Dutch Open, Hilversum                         | Terra rossa   | Emilio Sánchez Vicario | Magnus Gustafsson Guillermo Pérez Roldán | 7–6, 6–3      |
| 20.    | 8 agosto 1988     | Generali Open, Kitzbühel                      | Terra rossa   | Emilio Sánchez Vicario | Joakim Nyström Claudio Panatta           | 6–4, 7–5      |
| 21.    | 12 settembre 1988 | US Open, New York                             | Cemento       | Emilio Sánchez Vicario | Rick Leach Jim Pugh                      | W/O           |
| 22.    | 19 settembre 1988 | Open Seat, Barcellona                         | Terra rossa   | Emilio Sánchez Vicario | Claudio Mezzadri Diego Pérez             | 6–4, 6–3      |
| 23.    | 28 novembre 1988  | ATP Itaparica, Itaparica                      | Cemento       | Emilio Sánchez Vicario | Jorge Lozano Todd Witsken                | 7–6, 7–6      |
| 24.    | 19 giugno 1989    | ATP Bologna Outdoor, Bologna                  | Terra rossa   | Javier Sánchez Vicario | Tomas Nydahl Jörgen Windahl              | 6–2, 6–3      |
| 25.    | 9 aprile 1990     | Estoril Open, Estoril                         | Terra rossa   | Emilio Sánchez Vicario | Omar Camporese Paolo Canè                | 7–5, 4–6, 7–5 |
| 26.    | 21 maggio 1990    | Internazionali d'Italia, Roma                 | Terra rossa   | Emilio Sánchez Vicario | Jim Courier Martin Davis                 | 7–6, 7–5      |
| 27.    | 11 giugno 1990    | Open di Francia, Parigi                       | Terra battuta | Emilio Sánchez Vicario | Goran Ivanišević Petr Korda              | 7–5, 6–3      |
| 28.    | 16 luglio 1990    | Allianz Suisse Open Gstaad, Gstaad            | Terra rossa   | Emilio Sánchez Vicario | Omar Camporese Javier Sánchez            | 6–3, 3–6, 7–5 |
| 29.    | 30 luglio 1990    | Dutch Open, Hilversum                         | Terra rossa   | Emilio Sánchez Vicario | Paul Haarhuis Mark Koevermans            | 7–5, 7–5      |
| 30.    | 1º ottobre 1990   | Campionati Internazionali di Sicilia, Palermo | Terra rossa   | Emilio Sánchez Vicario | Carlos Costa Horacio de la Peña          | 6–3, 6–4      |
| 31.    | 8 ottobre 1990    | Athens Open, Atene                            | Terra rossa   | Javier Sánchez Vicario | Tom Kempers Richard Krajicek             | 4–6, 7–6, 6–3 |
| 32.    | 14 gennaio 1991   | Heineken Open, Auckland                       | Cemento       | Emilio Sánchez Vicario | Grant Connell Glenn Michibata            | 4–6, 6–3, 6–4 |
| 33.    | 25 febbraio 1991  | Eurocard Open, Stoccarda                      | Sintetico     | Emilio Sánchez Vicario | Jeremy Bates Nick Brown                  | 6–3, 7–5      |
| 34.    | 13 maggio 1991    | Hamburg Masters, Amburgo                      | Terra rossa   | Emilio Sánchez Vicario | Cássio Motta Danie Visser                | 4–6, 6–3, 6–2 |
| 35.    | 4 novembre 1991   | ATP Buzios, Armação dos Búzios                | Cemento       | Emilio Sánchez Vicario | Javier Frana Leonardo Lavalle            | 4–6, 6–3, 6–4 |
| 36.    | 13 gennaio 1992   | Medibank International, Sydney                | Cemento       | Emilio Sánchez Vicario | Scott Davis Kelly Jones                  | 3–6, 6–1, 6–4 |
| 37.    | 11 maggio 1992    | Hamburg Masters, Amburgo                      | Terra rossa   | Emilio Sánchez Vicario | Carl-Uwe Steeb Michael Stich             | 5–7, 6–4, 6–3 |
| 38.    | 27 luglio 1992    | Generali Open, Kitzbühel                      | Terra rossa   | Emilio Sánchez Vicario | Horacio de la Peña Vojtěch Flégl         | 6–1, 6–2      |
| 39.    | 21 settembre 1992 | ATP Bordeaux, Bordeaux                        | Terra rossa   | Emilio Sánchez Vicario | Arnaud Boetsch Guy Forget                | 6–1, 6–4      |
| 40.    | 21 giugno 1993    | Hypo Group Tennis International, Genova       | Terra rossa   | Emilio Sánchez Vicario | Mark Koevermans Greg Van Emburgh         | 6–3, 7–6      |
| 41.    | 4 ottobre 1993    | Campionati Internazionali di Sicilia, Palermo | Terra rossa   | Emilio Sánchez Vicario | Juan Garat Jorge Lozano                  | 6–3, 6–3      |
| 42.    | 18 ottobre 1993   | Tel Aviv Open, Tel-Aviv                       | Cemento       | Emilio Sánchez Vicario | Mike Bauer David Rikl                    | 6–4, 6–4      |
| 43.    | 8 novembre 1993   | ATP San Paolo, San Paolo                      | Terra rossa   | Emilio Sánchez Vicario | Pablo Albano Javier Frana                | 4–6, 7–6, 6–4 |
| 44.    | 11 luglio 1994    | Allianz Suisse Open Gstaad, Gstaad            | Terra rossa   | Emilio Sánchez Vicario | Menno Oosting Daniel Vacek               | 7–6, 6–4      |
| 45.    | 14 novembre 1994  | ATP Buenos Aires, Buenos Aires                | Terra rossa   | Emilio Sánchez Vicario | Tomás Carbonell Francisco Roig           | 6–3, 6–2      |
| 46.    | 8 maggio 1995     | Verizon Tennis Challenge, Atlanta             | Terra verde   | Emilio Sánchez Vicario | Jared Palmer Richey Reneberg             | 6–7, 6–3, 7–6 |
| 47.    | 6 novembre 1995   | ATP Montevideo, Montevideo                    | Terra rossa   | Emilio Sánchez Vicario | Jiří Novák David Rikl                    | 2–6, 7–6, 7–6 |